# 林家正雀
林家 正雀（はやしや しょうじゃく）は落語家の名である。
- 林家正雀 - 後∶四代目柳亭燕路
- 当代林家正雀 - 本項にて記述

林家 正雀（1951年12月25日 - ）は、山梨県大月市出身の落語家である。落語協会所属。本名∶井上 茂。出囃子は『都風流』。
林家彦六最後の弟子であり、師匠・彦六の怪談噺、芝居噺の継承者としても知られている。

## 経歴
山梨県立都留高等学校時代に、進学するか、落語家に入門するかで悩み、六代目三遊亭圓生宅を訪ねて弟子入り志願するも、断られたため日本大学文理学部国文学科に進学を落研（日本大学文理学部落語研究会）入りした。
1974年2月、八代目林家正蔵に入門。入門時の正蔵の年齢は78歳だった。前座名は「茂蔵」、
後に「繁蔵」に改名。
1978年9月、柳家〆治、古今亭菊弥、立川談之助と共に二ツ目昇進。「正雀」に改名。1982年に師匠・彦六が死去。兄弟子・林家上蔵と共に兄弟子・二代目橘家文蔵一門に移籍する。
1983年9月、柳家小里ん、蝶花楼花蝶、林家源平と共に真打昇進。兄弟子・上蔵、時蔵を追い抜いての昇進だった。

## 芸歴
- 1974年∶八代目林家正蔵に入門、前座名「茂蔵」後に「繁蔵」。
- 1978年∶二ツ目昇進、「正雀」と改名
- 1982年∶八代目正蔵改メ彦六死去、二代目橘家文蔵門下に移籍。
- 1983年∶真打昇進。

## 人物
- 五代目円楽一門会の定席である両国寄席にも賛助出演している。
- 趣味は、歌舞伎鑑賞。
- 彦六一門の名物料理であった「林家の牛めし」のレシピを受け継いでおり、自身の落語会などで来場客に振舞われることもある[2]。
- 三遊亭小遊三は同郷で且つ高校の先輩

## 演目
師匠・彦六の持ちネタであった芝居噺・怪談噺などを受け継ぐなど、古典・新作双方のネタを演じる。

### 古典
- 井戸の茶碗
- 稲川
- 梅若礼三郎
- お血脈
- お富与三郎

1. 発端
2. 木更津
3. 島抜け

- 親子茶屋
- 掛取
- 鰍沢
- 紙屑屋
- 髪結新三
- きゃいのう
- 稽古屋
- 幸助餅
- 小間物屋政談
- 鹿政談
- 塩原多助一代記

1. 青馬の別れ
2. 青馬の復讐

- 七段目
- 質屋庫
- 芝浜
- 大仏餅
- 蛸坊主
- たちきり
- 田能久
- ちきり伊勢屋
- 茶漬間男
- 豊竹屋
- 中村仲蔵
- 茄子娘
- なめる
- 錦木
- 鼠穴
- 花筏
- 浜野矩随
- 一人酒盛
- 百年目
- 福禄寿
- 不孝者
- 双蝶々
- 星野屋
- 名月若松城
- 名人長二

1. 谷中天龍院
2. 請地の土手
3. 清兵衛縁切り

- 毛氈芝居
- 紋三郎稲荷
- 淀五郎
- らくだ
- 藁人形

### 怪談噺
- 死神
- 真景累ヶ淵

1. 皆川宗悦
2. 深見新五郎
3. 豊志賀
4. お久と新吉
5. お累の婚礼
6. お賤の新吉
7. 根本の聖天山

- 怪談乳房榎

1. おきせ口説き
2. 重信殺し
3. 十二社の滝

- 牡丹燈記
- 怪談牡丹燈籠

1. 御札はがし
2. 栗橋宿

### 廓噺
- 五人廻し
- 搗屋無間
- 文違い
- 木乃伊取り
- 山崎屋

### 新作

#### 自作
- 皿留

#### 他作
- 一文笛（作：三代目桂米朝）
- 男の花道（元は講談ネタ）
- 鬼斬丸
- 笠と赤い風車（作：平岩弓枝）
- 皿山奇談（作：三遊亭圓朝）
- 水神（作：菊田一夫）
- 仙人（作：芥川龍之介）
- 旅の里扶持
- 隣の男（作：横井正幸）
- 年枝の怪談（作：林家彦六）
- 左の腕（松本清張作『無宿人別帳』より）

など

## 逸話
- 開運なんでも鑑定団に出演。棟方志功の弁才天像を出品し、本人評価額は100万円だったが、偽物で1000円だった。
- 国立演芸場の平成16（2004）年５月定席公演（11日～20日）では、芸道人情噺「名人小団次」をかけ、噺に登場する市川小団次は宙乗りを考案した人物ということで、高座の上で宙乗りを行った[3]。

## 受賞
- 1979年 - 第8回 NHK新人落語コンクール 最優秀賞
- 1987年 - 文化庁芸術祭賞
- 1992年 - 文化庁芸術祭賞
- 1996年 - 芸術選奨新人賞大衆芸能部門

## 出演

### インターネット
- お台場寄席DOUGA（フジテレビ無料動画サイト「見参楽」）

## 著書
- 正雀 芝居ばなし（1993年9月、立風書房）ISBN 4651840175
- 怪談ばなし傑作選 （1995年7月、立風書房）（口演）一龍斎貞水・林家正雀、（編）山本進 ISBN 978-4651840185
- 師匠の懐中時計（2000年3月、うなぎ書房）ISBN 4901174037
- 増補 師匠の懐中時計（2003年9月、うなぎ書房）ISBN 978-4901174145
- 彦六覚え帖―稲荷町の師匠没後三〇年（2012年6月、うなぎ書房）ISBN 4901174304

## 弟子

### 真打
- 林家彦丸

### 二ツ目
- 林家彦三